# Bolívia (Carolina do Norte)
Bolivia é uma cidade  localizada no estado norte-americano de Carolina do Norte, no Condado de Brunswick.

## Demografia
Segundo o censo norte-americano de 2000, a sua população era de 148 habitantes. 
Em 2006, foi estimada uma população de 176, um aumento de 28 (18.9%).

## Geografia
De acordo com o United States Census Bureau tem uma área de 
1,7 km², dos quais 1,7 km² cobertos por terra e 0,0 km² cobertos por água. Bolivia localiza-se a aproximadamente 11 m acima do nível do mar.

## Localidades na vizinhança
O diagrama seguinte representa as localidades num raio de 20 km ao redor de Bolivia. 